# لجنة مراجعة الدستور التنزانية

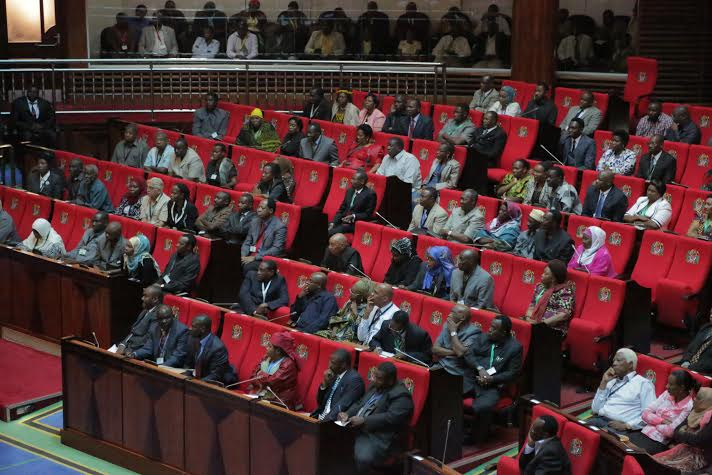
مقطع عرضي لأعضاء الجمعية التأسيسية

لجنة مراجعة الدستور التنزانية هي اللجنة الوطنية المنشأة بموجب قانون مراجعة الدستور لعام 2011 لجمع الرأي العام حول مراجعة دستور تنزانيا والمصادقة عليه عبر استفتاء. في 6 أبريل 2012 عين الرئيس جاكايا كيكويتي المدعي العام السابق ورئيس الوزراء جوزيف واريوبا رئيسًا لها ورئيس القضاة السابق أوجوستينو رمضان نائباً لرئيسها. أنجزت اللجنة مهمتها بحلول أكتوبر 2013. سيكلف هذا دافعي الضرائب 40 مليار شيلينغ تانزاني خلال السنة المالية 2012/2013.